# Chlorideae
Chlorideae es una tribu de hierbas de la familia Poaceae extendida por las regiones cálidas, semiáridas, en suelos altos o salobres.
En Argentina en regiones subtropical y templada.
Son hierbas anuales o perennes, inflorescencia con panoja laxa o contraída formada por uno a numerosos racimos especiformes o una espiga solitaria terminal.
Es de fácil identificación por sus racimos espiciformes agrupados en el extremo de la caña asemejando un plumero.